# The Promised Land (Bruce Springsteen)
The Promised Land è una canzone del cantautore statunitense Bruce Springsteen inclusa nel suo quarto album Darkness on the Edge of Town e pubblicata come singolo lo stesso anno.